# ヴァレリー・ナザロフ
ヴァレリー（ワレリー）・リヴォヴィチ・ナザロフ（露: Валерий Львович Наза́ров、Valery Lvovich Nazarov、1955年9月11日 - ）は、ロシアの官僚、政治家。タンボフ州ミチューリンスク出身。
1999年10月12日から2003年11月10日までサンクトペテルブルク市資産管理委員会議長。2000年6月29日からサンクトペテルブルク副市長を兼務する。2004年1月11日から3月12日まで、ウラジーミル・プーチン大統領の下で、ロシア大統領府監督局長。2004年3月12日から連邦国家資産管理局長官（局長）。同年6月29日ロシア鉄道の取締役にも就く。
2010年2月10日からロスアグロリージング社総取締役（代表取締役社長）。